# Оранжевые волонтёры
Ора́нжевые волонтёры (оранжи́сты, англ. Orange Volunteers) — ольстерская милитаризированная протестантская организация, лояльная Великобритании, действующая в Северной Ирландии. В Европейском союзе и Великобритании признана террористической организацией. Возникла в 1998 году на основе Ольстерских добровольческих сил (Ulster Volunteer Force, UVF). В неё вошли члены UVF-противники текущего мирного процесса в Северной Ирландии. Борется против католицизма в Северной Ирландии, в частности известны случаи нападений на католические церкви. В 2000 году заявила о перемирии, но в 2001 году вновь возобновила свои акции.